# Aubusson (Orne)
Aubusson és un municipi francès situat al departament de l'Orne i a la regió de Normandia. L'any 2007 tenia 399 habitants.

## Demografia

### Població
El 2007 la població de fet d'Aubusson era de 399 persones. Hi havia 146 famílies de les quals 26 eren unipersonals (13 homes vivint sols i 13 dones vivint soles), 47 parelles sense fills i 73 parelles amb fills.
La població ha evolucionat segons el següent gràfic:
Habitants censats

### Habitatges
El 2007 hi havia 158 habitatges, 144 eren l'habitatge principal de la família, 2 eren segones residències i 12 estaven desocupats. Tots els 158 habitatges eren cases. Dels 144 habitatges principals, 128 estaven ocupats pels seus propietaris, 14 estaven llogats i ocupats pels llogaters i 2 estaven cedits a títol gratuït; 8 tenien dues cambres, 11 en tenien tres, 40 en tenien quatre i 86 en tenien cinc o més. 78 habitatges disposaven pel capbaix d'una plaça de pàrquing. A 48 habitatges hi havia un automòbil i a 91 n'hi havia dos o més.

### Piràmide de població
La piràmide de població per edats i sexe el 2009 era:
| Homes | Edats   | Dones |
| ----- | ------- | ----- |
| 0     | 95 o +  | 0     |
| 0     | 90 a 94 | 0     |
| 0     | 85 a 89 | 0     |
| 4     | 80 a 84 | 0     |
| 0     | 75 a 79 | 12    |
| 8     | 70 a 74 | 4     |
| 8     | 65 a 69 | 4     |
| 12    | 60 a 64 | 4     |
| 12    | 55 a 59 | 20    |
| 12    | 50 a 54 | 16    |
| 8     | 45 a 49 | 8     |
| 20    | 40 a 44 | 8     |
| 8     | 35 a 39 | 12    |
| 16    | 30 a 34 | 20    |
| 4     | 25 a 29 | 4     |
| 12    | 20 a 24 | 4     |
| 16    | 15 a 19 | 4     |
| 0     | 10 a 14 | 16    |
| 0     | 5 a 9   | 28    |
| 12    | 0 a 4   | 8     |

## Economia
El 2007 la població en edat de treballar era de 249 persones, 187 eren actives i 62 eren inactives. De les 187 persones actives 176 estaven ocupades (98 homes i 78 dones) i 10 estaven aturades (4 homes i 6 dones). De les 62 persones inactives 17 estaven jubilades, 28 estaven estudiant i 17 estaven classificades com a «altres inactius».

### Ingressos
El 2009 a Aubusson hi havia 154 unitats fiscals que integraven 429 persones, la mediana anual d'ingressos fiscals per persona era de 19.997 €.

### Activitats econòmiques
Dels 9 establiments que hi havia el 2007, 1 era d'una empresa de fabricació d'altres productes industrials, 6 d'empreses de construcció, 1 d'una empresa de transport i 1 d'una empresa de serveis.
Dels 6 establiments de servei als particulars que hi havia el 2009, 2 eren paletes, 3 fusteries i 1 electricista.
L'any 2000 a Aubusson hi havia 8 explotacions agrícoles que ocupaven un total de 220 hectàrees.

## Poblacions més properes
El següent diagrama mostra les poblacions més properes.